# 암태 남강진 공적비군
암태 남강진 공적비군은 전라남도 신안군 암태면 와촌리에 있는 비석이다. 2009년 12월 16일 신안군의 향토유적 제9호로 지정되었다.

## 개요
18세기 후반 섬 주민들이 겪고 있던 불합리한 세금과 부역의 폐단을 해결해 준 공덕이 새겨져 있다.